# فريتز وولف
فريتز وولف (بالألمانية: Fritz Wolff)‏ (15 آذار 1847- 16 تمّوز 1921) مهندس معماري ألماني. من أعماله الأكثر شهرة المبنى السابق لمتحف بيرغامون في برلين.